# سیارک ۱۶۲۳۴
سیارک ۱۶۲۳۴ (به انگلیسی: 16234 Bosse، نامگذاری:2000FR20) شانزده هزار و دویست و سی و چهارمین سیارک کشف شده‌است که در ۲۹ مارس ۲۰۰۰ کشف شد.
قدر مطلق سیارک برابر ۲۰.۴ است.